# یوگی (شخصیت کارتونی)
یوگی(به انگلیسی: Yogi Bear) یکی از شخصیت‌های کارتون خانوادگی ایجاد شده توسط هانا-باربرا که در تعداد زیادی از کتاب‌های کمیک، نمایش‌های تلویزیوتی پویانمایی و فیلم‌ها ظاهر شده‌است.

یوگی در تصویر عنوان یوگی و دوستان

در آغاز یوگی، یکی از شخصیت‌های فرعی مجموعه کارتونی نمایش هاکلبری هوند بود و بعدها به خاطر محبوبیتش هانا و باربرا تصمیم گرفتند نمایشی ویژه شامل بسیاری از شخصیت‌های اصلی و محبوب هانا-باربرا مثل کوییک درامک گرا (اسب هفت‌تیرکش) و اسناگلپوس (شیر صورتی رنگ) در این مجموعه، شخصیت‌های فرعی شدند. 
بعدها هانا-باربرا، مجموعه‌های بسیاری ساخت که شخصیت اصلی‌اش یوگی خرسه بود. نمایش‌هایی که با محوریت یوگی ساخته شدند:
- Yogi's Gang (۱۹۷۳)
- Yogi's Space Race (۱۹۷۸)
- Galaxy Goof-Ups (۱۹۷۸)
- Yogi's Treasure Hunt (۱۹۸۵)
- The New Yogi Bear Show (۱۹۸۸)
- Wake, Rattle and Roll (۱۹۹۰)
- Yo Yogi! (۱۹۹۱)
- یوگی خرسه (فیلم)(۲۰۱۰)

## دوبله به فارسی
سریال کارتونی یوگی و دوستان Yogi's Gang در دهه ۵۰ خورشیدی در ایران دوبله شد. گویندگی نقش یوگی را دوبلور توانای ایرانی ناصر طهماسب بر عهده داشت.